# Eysteinn Jónsson
Eysteinn Jónsson (født 13. november 1906, død 11. august 1993) var en islandsk politiker, der fra 1962-68 var formand for Fremskridtspartiet. 
Eystein regnes som en af Islands mest indflydelsesrige politikere i det 20. århundrede. Han begyndte sin politiske karriere kun 27 år gammel, da han blev valgt til Altinget i 1933, og året efter blev han finansminister som det yngste medlem af en islandsk regering nogensinde. Han sad i Altinget i over 40 år frem til 1974. Eystein befandt sig på partiets lighedsorientede venstrefløj og var en stærk tilhænger af andelsbevægelsen. 
Eystinn repræsenterede Suður-Múlasýsla frem til 1959, hvorefter han var tingmand for Austurland-kredsen. Han var kortvarigt sit partis grupperformand i 1934 og igen 1943-69. 
Han var minister 1934-1942 og 1947-1958, i hovedparten af årene som finansminister, og afsluttede sin politiske karriere med tre år som formand for det samlede Alting 1971-74. 

## Familie
Eysteinn var søn af præsten Jón Finnsson og Sigríður Hansína Hansdóttir. Han var gift med Solveig Eyjólfsdóttir (født 2. november 1911, død 29. juni 1995). De fik fem sønner og en datter. 